# 三沢あけみのお茶会・歌謡界
『三沢あけみのお茶会・歌謡界』（みさわ-ちゃかい・かようかい）は歌謡ポップスチャンネル、TwellVで放送されているバラエティ番組。歌謡ポップスチャンネルでは2014年10月1日から、TwellVでは2014年10月4日放送開始。

## 概要
芸能生活55周年を迎える演歌歌手の三沢あけみが主催者となり、歌謡界の旧知の歌手の仲間や後輩たちをゲストに招き、「お茶会」を開催。昭和歌謡や最新の歌謡曲が満載です。

## 出演者
お茶会主催者
- 三沢あけみ

お茶会仲間
- 福田みのる

カフェの店長
- よしひろし

ナレーター
- 渡辺孝

## 放送時間
歌謡ポップスチャンネル
- 水曜日 8:30 - 9:00

TwellV
- 土曜日 6:00 - 6:30